# Olav Berstad
Olav Berstad (Tromsø község, 1953. szeptember 19. –) norvég diplomata, 2016. október 19-től 2020-ig Norvégia budapesti, és ezzel párhuzamosan, 2016. október 28-tól szlovéniai  nagykövete.

## Élete
1980-ban kezdett a Norvég Külügyminisztériumban dolgozni. 1996-tól 1998-ig helyettes igazgatóként dolgozott, amikor kinevezték Norvégia azerbajdzsáni nagykövetének, ahol 2001-ig volt hivatalban.
2006 és 2016 között ukrajnai nagykövet volt, majd 2016-tól 2020-og Norvégia budapesti nagyköveteként dolgozott.